# Human Driftwood
Human Driftwood er en amerikansk stumfilm fra 1916 af Emile Chautard.

## Medvirkende
- Robert Warwick som Robert Hendricks.
- Frances Nelson som Velma.
- Leonore Harris som Myra.
- Alec B. Francis som Harrigan.
- Al Hart som Lief Bergson.